# Supercopa de España de voleibol 2017
La Supercopa de España de Voleibol Masculino 2017 fue la XX edición del torneo. Se disputó a partido único el 1 de noviembre de 2017 en el pabellón Los Planos de Teruel (España).
El campeón de la Superliga y de la Copa del Rey fue el mismo equipo; por lo tanto, en esta edición de la Supercopa se enfrentaron el campeón de ambas competiciones en la temporada 2016/17 (Urbia Voley Palma) y el subcampeón de la Copa del Rey de la misma temporada (Club Voleibol Teruel).
El Club Voleibol Teruel se impuso por 3-0 al Urbia Voley Palma adjudicándose el título por sexta vez y su segunda consecutiva.

## Participantes
|  | Club Voleibol Teruel | Bandera de Aragón    |  | Campeón de la Copa del Rey de Voleibol (2017) y campeón de la Superliga Masculina de Voleibol de España (2016-17) |
|  | Urbia Voley Palma    | Bandera de Andalucía |  | Subcampeón de la Copa del Rey de Voleibol (2017)                                                                  |

## Final
| Fecha¹   | Hora  | Equipo 1             | Res.  | Equipo 2          | Set 1 | Set 2 | Set 3 | Set 4 | Set 5 | Total   | Reporte |
| -------- | ----- | -------------------- | ----- | ----------------- | ----- | ----- | ----- | ----- | ----- | ------- | ------- |
| 06.10.18 | 18:00 | Club Voleibol Teruel | 3 – 0 | Urbia Voley Palma | 25-19 | 25-21 | 25-22 |       |       | 75 – 62 | P2      |

- (¹) – En Teruel.

| Campeón Supercopa de España 2017 |
| -------------------------------- |
| Club Voleibol Teruel             |
| 6° título                        |